# Préhistoire (discipline)
Pour l’article homonyme, voir Préhistoire.
La préhistoire (sans majuscule), appelée aussi archéologie préhistorique, est une discipline qui a pour ambition de reconstituer l'histoire et la vie des humains depuis leur apparition jusqu'à l'apparition de l'écriture, au cours de la période chronologique du même nom (la « Préhistoire », avec majuscule). Elle se fonde donc essentiellement sur l'examen et l'interprétation des témoignages de la présence humaine tels que les vestiges archéologiques découverts lors de fouilles ou les œuvres de l'art pariétal.

## Histoire de la discipline
Les historiens de l'archéologie se sont très tôt intéressés au développement des connaissances sur la Préhistoire. Les origines des premiers hommes se sont fondées pendant des siècles sur les textes sacrés, notamment dans le monde occidental chrétien sur la Bible qui énumère les générations depuis Adam, les érudits y ajoutant des considérations astronomiques et des données historiques écrites, tel l'archevêque anglican James Ussher qui date la création de la Terre et de l'homme à 4004 années av. J.-C. (chronologie d'Ussher dans ses Annales Veteris Testamenti, a prima mundi origine deducti, 1650).
Socrate, Platon, Hérodote, Plutarque évoquent déjà dans leurs ouvrages les pierres polies qu'ils collectent mais ils pensent qu'elles sont formées par la foudre qui les lisse, ces pierres appelées « pierres de foudre » sont ainsi parées de vertus magiques et de tout un folklore.
Dans le Chant V du De rerum natura de Lucrèce, l'auteur latin définit la vie des premiers hommes, restant fidèle à la recherche épicurienne des uestigia (vestiges archéologiques). Il y distingue trois grandes époques, l'âge de la pierre, du bronze et du fer, mais l'existence de ces trois âges préhistoriques est envisagée comme une simple hypothèse philosophique. Le résumé que fait Lucrèce dans sa description des âges préhistoriques concorde assez bien avec « ce qu'il faut bien appeler, sans craindre l'anachronisme, une sélection naturelle ».
Au Moyen Âge et à la Renaissance dans les cabinets de curiosités, les collections regorgent de fossiles et de pierres taillées mais leur origine n'est pas expliquée.
Au XVIIIe siècle, le siècle des Lumières, les philosophes développent le concept « d'homme naturel », homme primitif ayant vécu isolé ou en petits groupes, « bon sauvage » vivant des ressources naturelles avec des armes et outils rudimentaires.
La préhistoire s'est progressivement constituée en discipline scientifique au cours du XIXe siècle en se débarrassant de ses explications mythologiques et se nourrissant des travaux de la géologie qui tentent de montrer la très grande ancienneté de la Terre (travaux notamment de Buffon), des travaux des naturalistes qui défendent l'idée de l'évolution des espèces, au premier rang desquels Jean-Baptiste de Lamarck qui dès 1809 énonce ses théories transformistes et Charles Darwin qui publia en 1859 son traité sur l'évolution, ainsi que des travaux d'anthropologie (notamment l'archéo-anthropologie). Elle se développe initialement en France en concomitance avec le matérialisme scientifique, le positivisme et les mouvements de libre-pensée. Elle est d'abord le fait d'érudits locaux (instituteurs, avocats, ecclésiastiques qui participent à des sociétés savantes et sont appelés à étudier des sites archéologiques découverts près de chez eux, formant ainsi une « polyphonie de la préhistoire »). À partir des années 1860, se développent les travaux de matérialistes sur la théorie de l'évolution et de la science préhistorique (tels les discours de Carl Vogt), qui s'opposent aux valeurs de l'Église favorable au concordisme.
Parmi les précurseurs de la discipline, il convient de citer :
- Nicolas Mahudel qui proposa le premier la classification dite « des trois âges » en 1734.
- John Frere qui découvrit des bifaces associés à des ossements d'animaux en 1790.
- C.J. Thomsen qui a définitivement prouvé la classification dite « des trois âges » en 1820.
- Paul Tournal[10] le fondateur du musée de Narbonne qui fait ses premières découvertes en 1827.
- François Jouannet (1765-1845), « grand-père de la préhistoire », premier à découvrir les ateliers de taille, à fouiller le site de Badegoule et à distinguer l'âge de la pierre inférieur et supérieur[11].
- Philippe-Charles Schmerling qui affirme la contemporanéité de l'homme et d'espèces animales éteintes en 1833.
- Jacques Boucher de Perthes, « père de la préhistoire », qui a contribué à faire admettre l'idée de la très haute antiquité de l'humanité (1848-1860) avec la notion d'homme antédiluvien[12].
- Jean-Baptiste Noulet qui apporta le premier la preuve irréfutable de l'ancienneté des fossiles (1851-1860).
- Édouard Lartet et son mécène l'Anglais Henry Christy qui ont fouillé certains des sites majeurs du Périgord en 1863.
- John Lubbock qui a introduit les termes « Paléolithique » et « Néolithique » en 1865, remplaçant les deux périodes utilisées jusqu'à, le diluvium, période des industries antédiluviennes et l’alluvium, période des industries celtiques.
- Gabriel de Mortillet qui a proposé une classification encore en partie utilisée aujourd'hui.

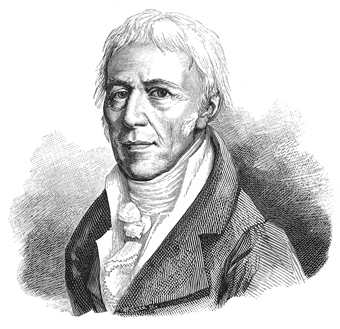
Jean-Baptiste de Lamarck, père du transformisme.
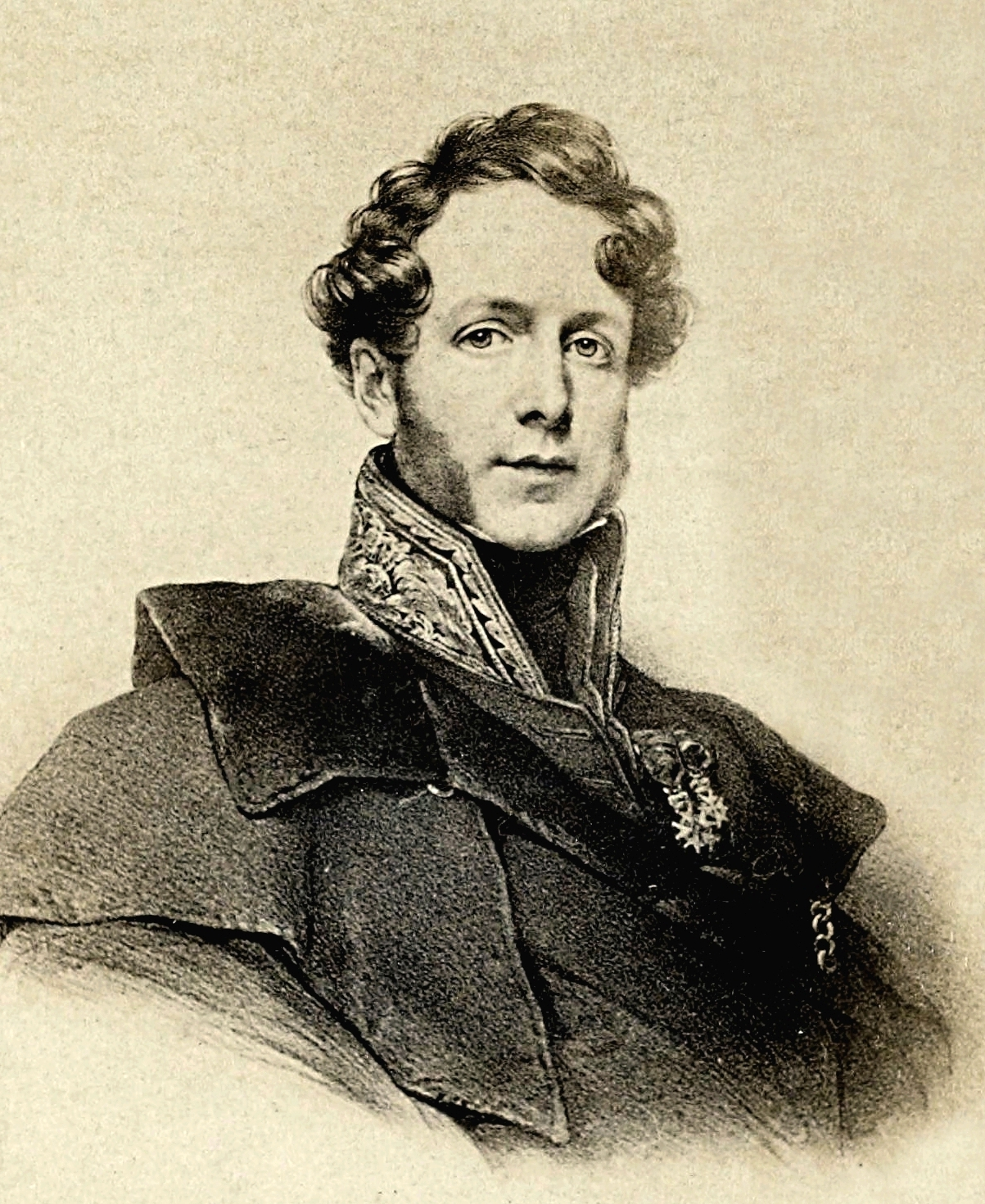
Jacques Boucher de Perthes, l'un des fondateurs de la préhistoire.
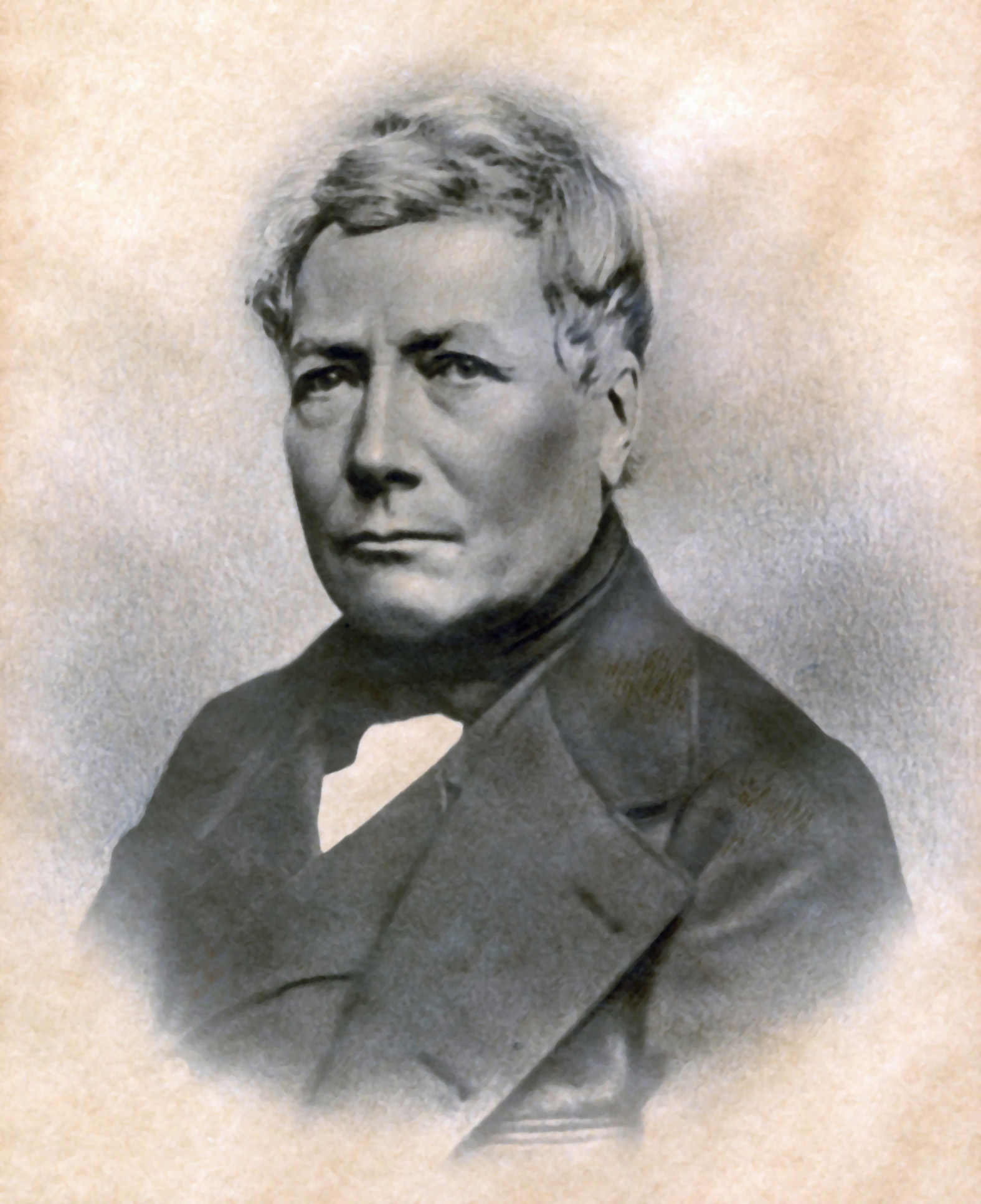
Jean-Baptiste Noulet, qui apporta la preuve de l’ancienneté des fossiles
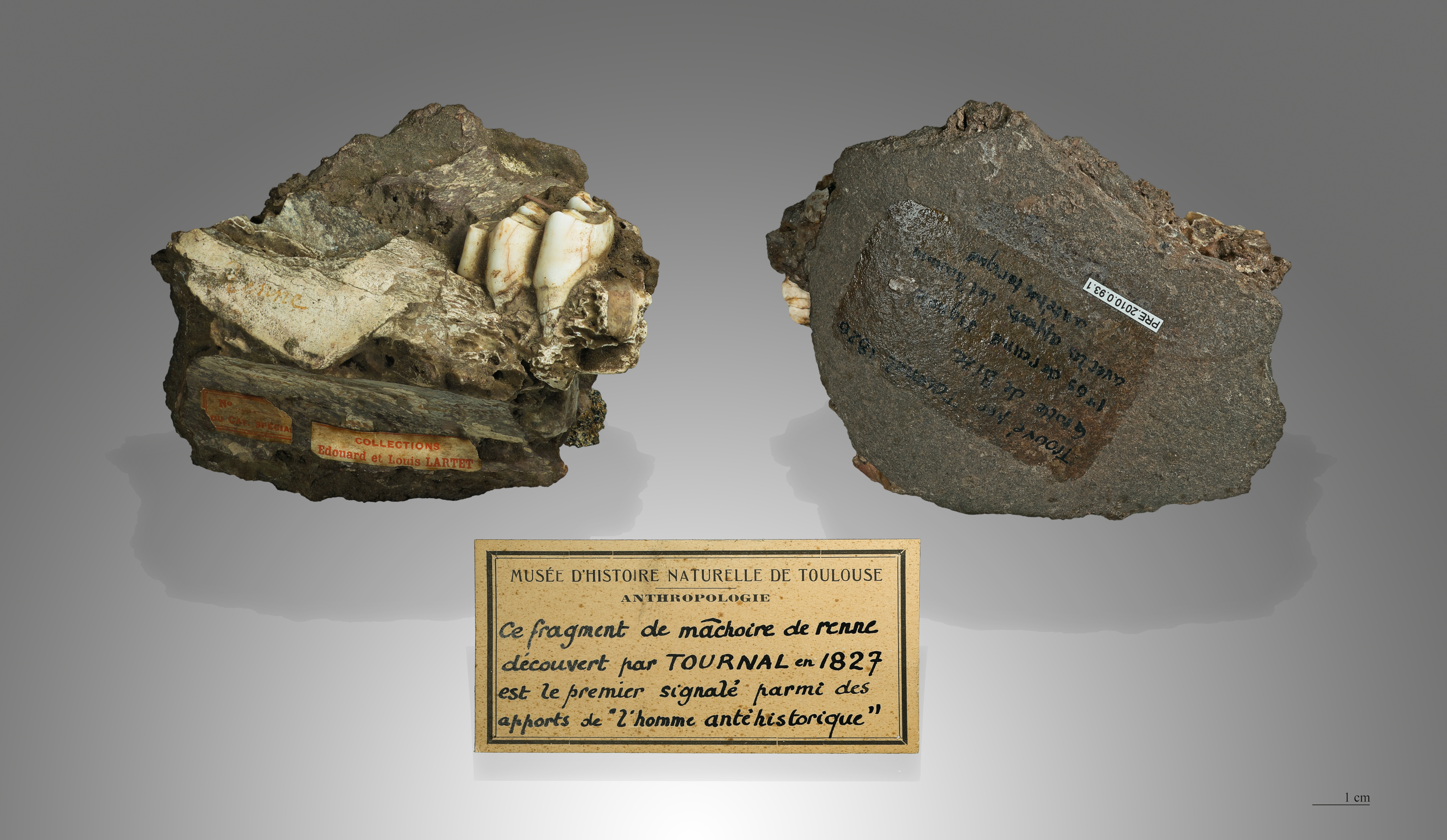
Mâchoire de renne de Paul Tournal - Muséum de Toulouse

La découverte d'œuvres d'art mettant en scène des animaux disparus tels que les mammouths a contribué à faire accepter l'existence d'un "Homme fossile". Toutefois, la découverte des restes de l'Homme de Néandertal en 1856, près de Düsseldorf en Allemagne n'a pas été immédiatement reconnue à sa juste valeur : la forme particulière du crâne a d'abord été considérée comme l'expression d'une déformation pathologique. Ce n'est qu'avec les découvertes de squelettes de néandertaliens, d'abord dans la grotte de Spy en Belgique en 1886 puis à la Chapelle-aux-Saints en 1908, que l'existence d'une forme humaine disparue a été définitivement acceptée. Elle est appuyée par la découverte du Pithécanthrope par Eugène Dubois à Java en 1891 puis de l'Australopithèque par Raymond Dart en Afrique du Sud en 1920.

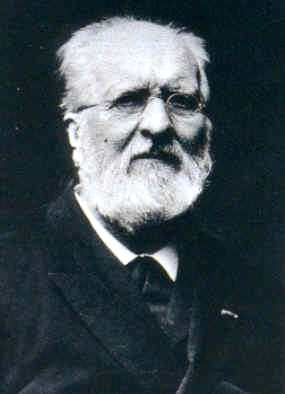
G. de Mortillet
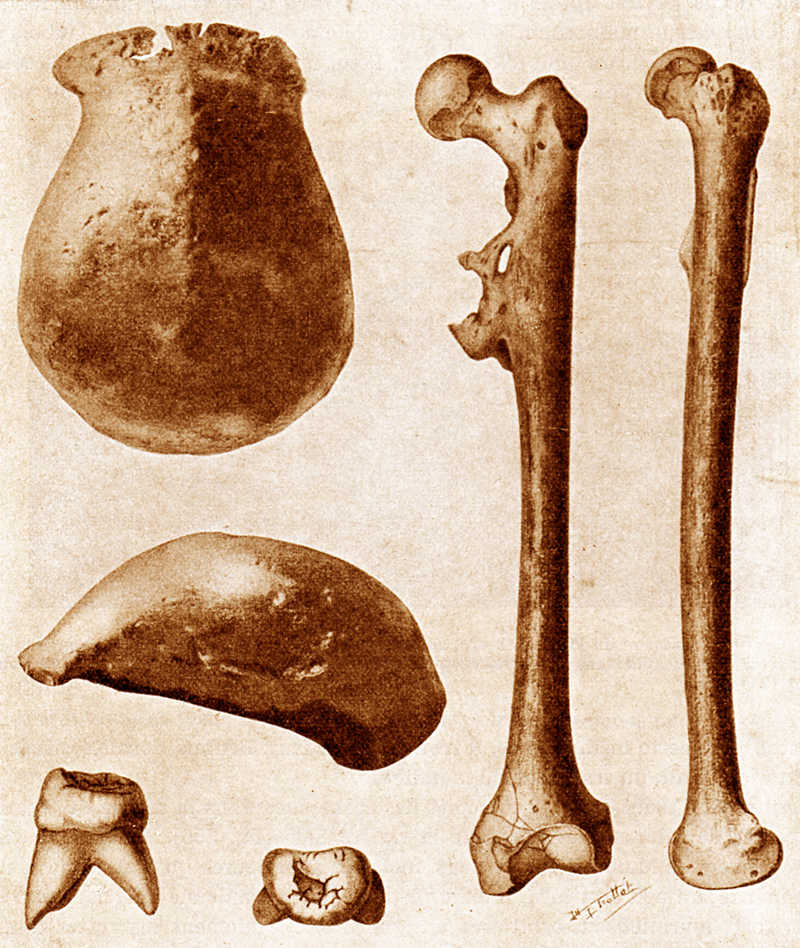
Pithécanthrope découvert par E. Dubois

Les efforts des premiers préhistoriens, dont H. Breuil, ont été consacrés à l'établissement d'une chronologie d'ensemble, fondée sur des études stratigraphiques et des classifications des industries fondées sur la présence d'outils particuliers considérés comme des fossiles directeurs.
L'étude des industries lithiques a évolué dans les années 1950 sous l'impulsion notamment de François Bordes ou de Georges Laplace, avec l'introduction de listes typologiques et du traitement statistique des données.
À la suite notamment des travaux à Pincevent d'André Leroi-Gourhan, fortement influencé par sa formation d'ethnologue, la discipline a ambitionné de reconstituer les modes de vie des populations du passé, en une sorte d'ethnologie préhistorique. Parallèlement, les expériences de taille des roches dures, d'abord anecdotiques, se sont constituées en méthode jusqu'à renouveler profondément l'approche des industries lithiques préhistoriques.

## Moyens et méthodes

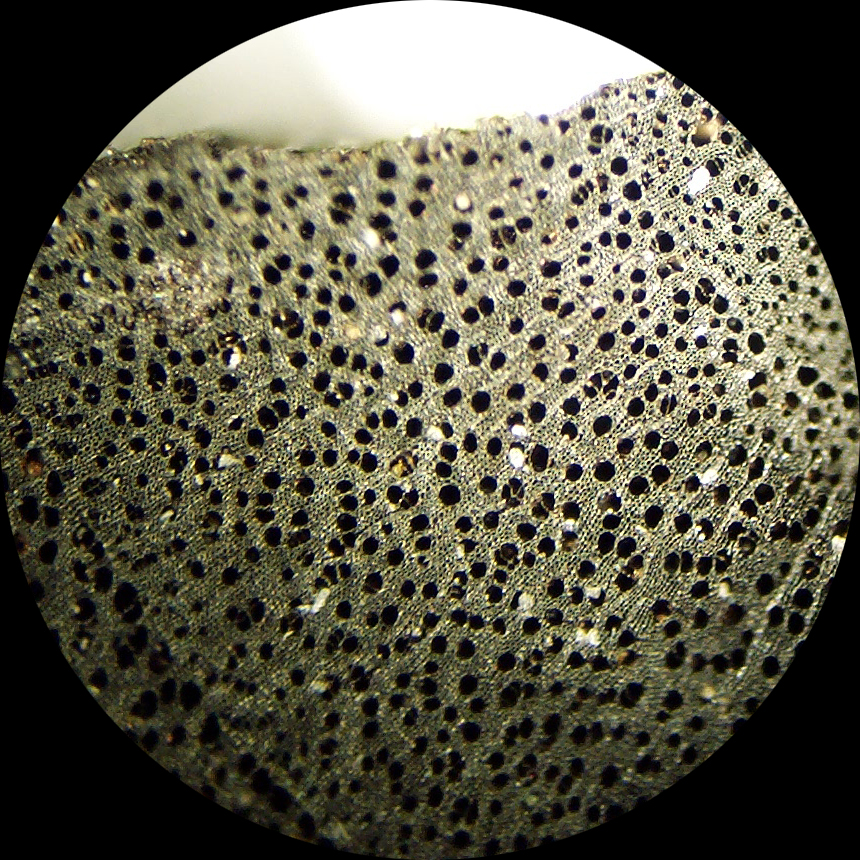
Les analyses anthracologiques permettent de déterminer les espèces de bois utilisées comme combustible et de reconstituer les paléoenvironnements

La préhistoire est donc aujourd'hui à la croisée des sciences humaines et sociales et des sciences naturelles : si elle relève des premières par son objet et ses ambitions, elle dépend souvent des secondes par ses méthodes et ses outils.
L'époque où un préhistorien généraliste pouvait réaliser l'ensemble des études liées à la fouille d'un site est désormais révolue : s'il dirige les opérations et réalise des choix méthodologiques, il fera nécessairement appel à de nombreux spécialistes exerçant dans des disciplines connexes : géologie, géomorphologie, pétroarchéologie, sédimentologie, micromorphologie, palynologie, anthracologie, paléontologie, archéozoologie, taphonomie, malacologie, tracéologie voire physique nucléaire pour la réalisation de datations absolues et génétique pour la recherche et l'analyse d'ADN fossile. Plus que jamais, les résultats obtenus sont pluridisciplinaires, voire parfois interdisciplinaires.
En un peu plus d'un siècle, la préhistoire a acquis un statut de discipline scientifique, ses résultats pouvant en permanence être remis en cause voire infirmés par de nouvelles fouilles, de nouvelles découvertes ou par l'archéologie expérimentale.